# Tallplätt
Tallplätt (Peniophora pini) är en svampart som först beskrevs av Schleich., och fick sitt nu gällande namn av Boidin 1956. Tallplätt ingår i släktet Peniophora och familjen Peniophoraceae.  Arten är reproducerande i Sverige. Inga underarter finns listade i Catalogue of Life.

## Källor

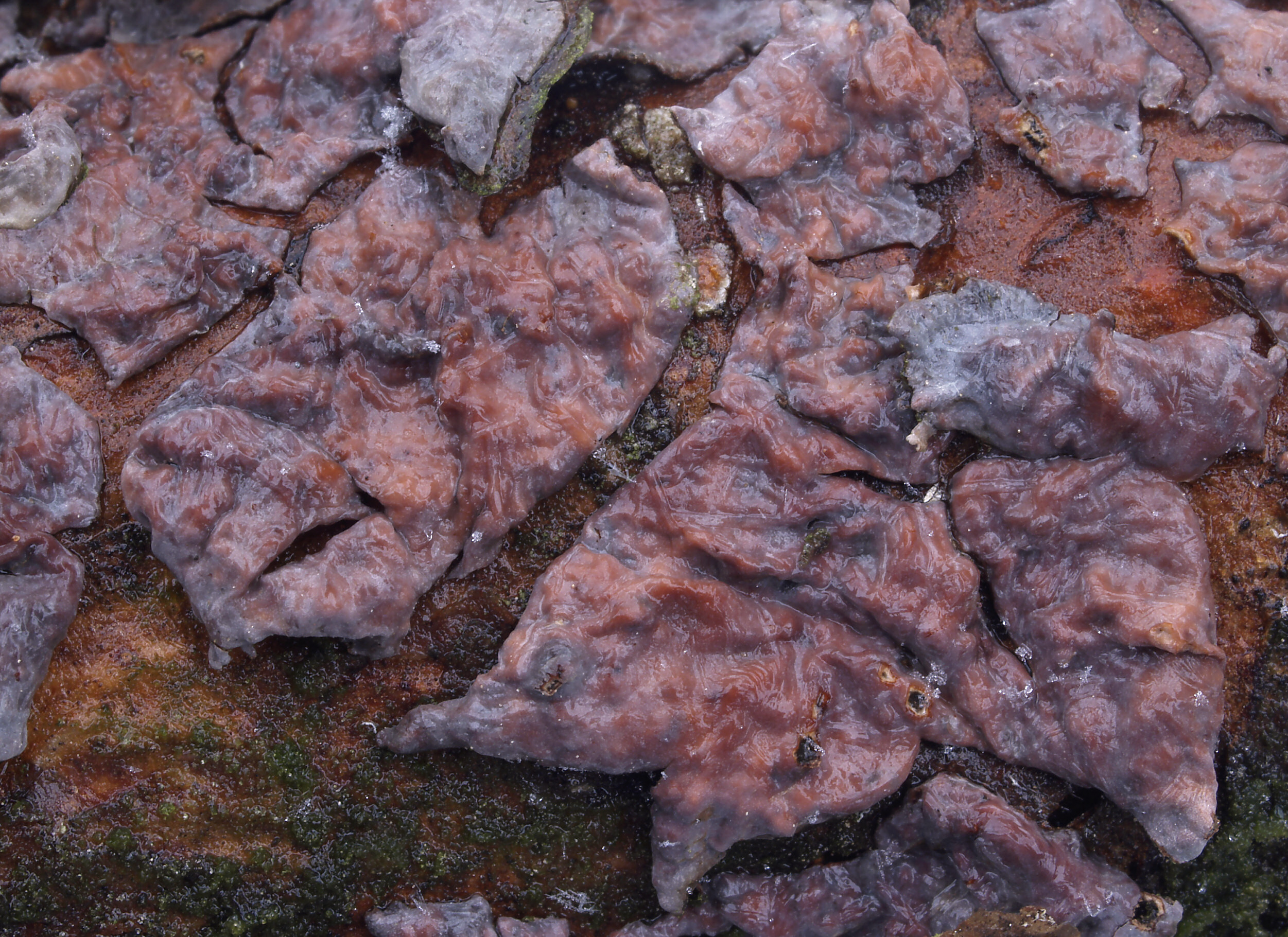